# Roelof Kranenburg
Roelof Kranenburg (Groningen, 8 september 1880 - Den Haag, 27 december 1956) was een Nederlands jurist en politicus. Tijdens zijn werkzame leven was hij onder meer advocaat, rechter en hoogleraar staatsrecht.

## Leven en werk
In 1915 werd Roelof Kranenburg benoemd tot hoogleraar staats- en administratief recht in Amsterdam, als opvolger van A.A.H. Struycken die tot lid van de Raad van State was benoemd. Spoedig werd hij een autoriteit op het gebied van het staatsrecht. Kranenbrug was in die hoedanigheid betrokken bij de voorbereiding van twee grondwetsherzieningen, die van 1938 en 1953. Tijdens zijn politieke loopbaan bleef Kranenburg toch ook vooral een wetenschapper. In 1927 volgde hij zijn leermeester Hugo Krabbe op als hoogleraar staatsrecht aan de Universiteit Leiden. In 1946 ging hij met emeritaat; hij werd opgevolgd door Jan Volkert Rijpperda Wierdsma.
Als politicus was hij eerst actief bij de VDB (Vrijzinnig-Democratische Bond), daarna bij de PvdA. Gedurende twee periodes was hij lid van de Eerste Kamer: eerst van 1929 tot 1935, daarna van 1937 tot 1951. Van 1946 tot 1951 was hij voorzitter van de Eerste Kamer. In deze functie leidde hij in 1948 de vergadering waarin Koningin Juliana werd ingehuldigd. In de Tweede Wereldoorlog is Kranenburg enkele maanden geïnterneerd geweest in het gijzelaarskamp Sint-Michielsgestel, nadat hij in 1942 als hoogleraar door de Duitsers uit zijn functie was gezet.
Kranenburg was getrouwd en had vier zoons en een dochter. Zijn zoon Ferdinand Jan Kranenburg (1911-1994) was van 1964 tot 1976 commissaris van de Koningin in Noord-Holland.
- Biografisch Portaal: 66304336
- Digitale Bibliotheek voor de Nederlandse Letteren: kran005
- Gemeinsame Normdatei: 10127548X
- International Standard Name Identifier: 0000 0000 7853 4919
- Library of Congress Control Number: no2005069354
- Nationale Bibliotheek van Tsjechië: mzk20211111567
- Nationale Bibliotheek van Israël: 987007282799905171
- Nederlandse Thesaurus van Auteursnamen: 06879181X
- Parlement.com: vg09ll2i79x1
- Système universitaire de documentation: 155678604
- Virtual International Authority File: 47125478
- WorldCat: E39PBJy4hPWrxftpdgCWBbh8md